# Альварес, Эдсон
Эдсон Омар Альварес Веласкес (исп. Edson Omar Álvarez Velázquez; род. 24 октября 1997, Тлальнепантла-де-Бас, Мехико) — мексиканский футболист, полузащитник английского клуба «Вест Хэм Юнайтед» и сборной Мексики. Участник чемпионата мира 2018 и 2022 годов.

## Клубная карьера

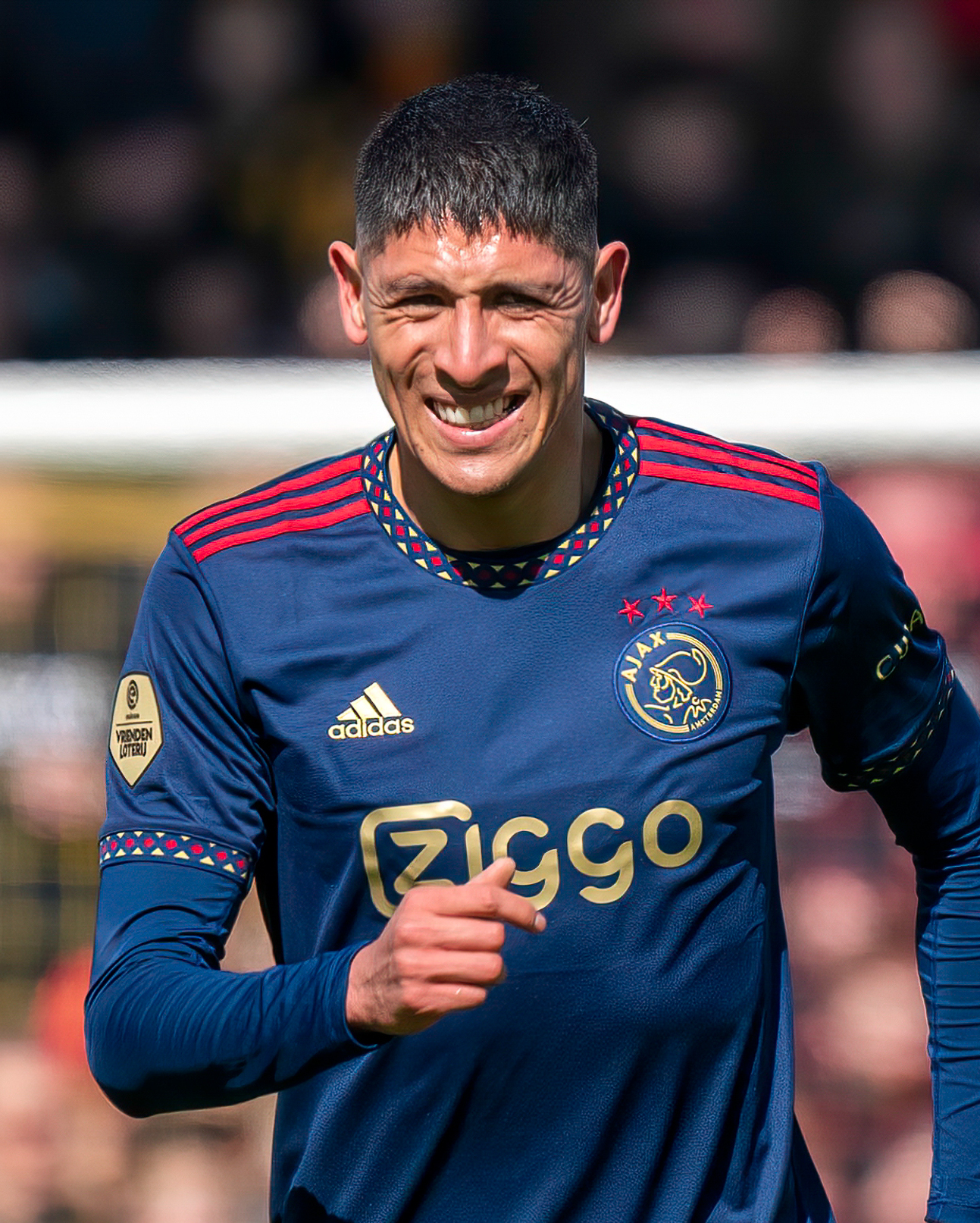
Альварес в составе «Аякса»

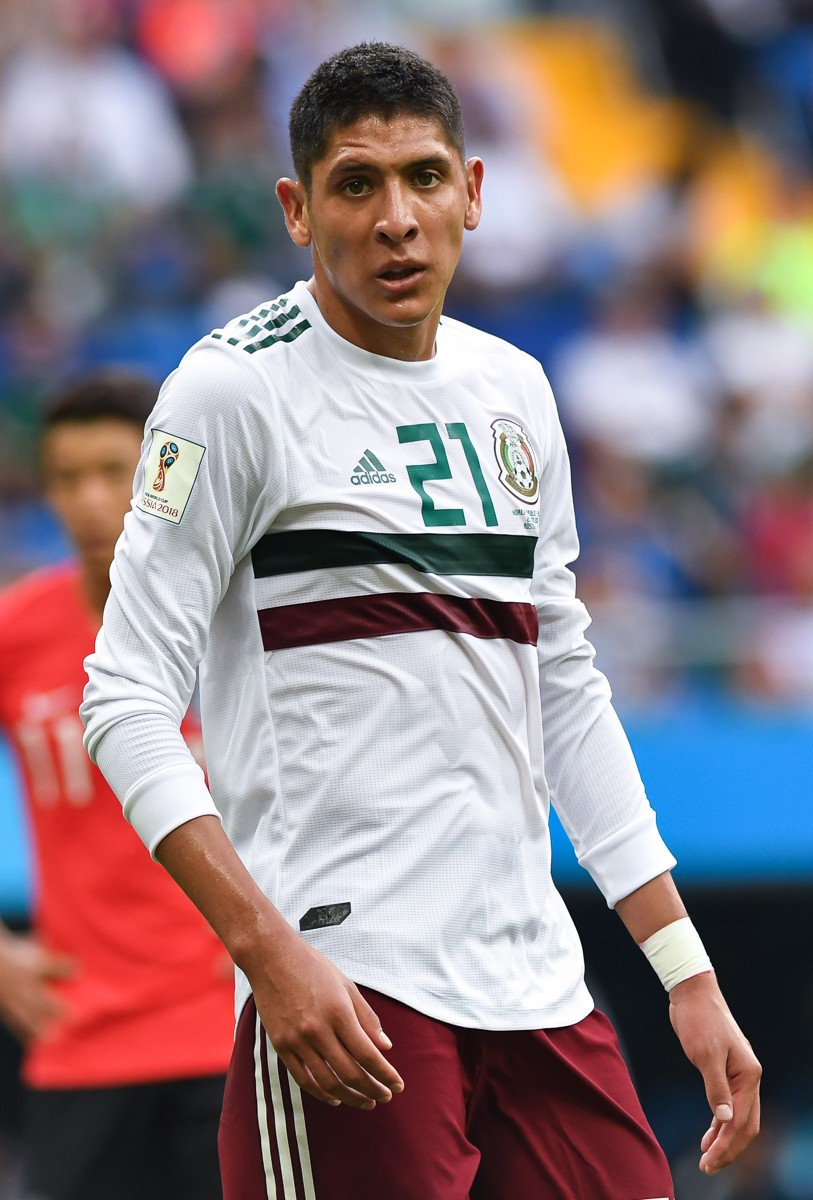
Альварес в составе сборной Мексики

Альварес — воспитанник столичной «Америки». 25 августа 2016 года в поединке Кубка Мексики против «Минерос де Сакатекас» Эдсон дебютировал за основной состав. 30 октября в матче против «Сантос Лагуна» он дебютировал в мексиканской Примере. 26 декабря в поединке против УАНЛ Тигрес Альварес забил свой первый гол за «Америку». В 2019 году Эдсон помог команде выиграть чемпионат и завоевать Кубок Мексики.
22 июля 2019 года Альварес перешёл в амстердамский «Аякс», подписав контракт на 5 лет. Сумма трансфера составила 15 млн евро. 17 августа в матче против «ВВВ-Венло» он дебютировал в Эредивизи. 28 августа в отборочном поединке Лиги чемпионов против кипрского АПОЭЛя Эдсон забил свой первый гол за «Аякс». В групповом этапе турнира против французского «Лилля» он вновь отметился забитым мячом. В 2021 году Альварес помог команде помог клубу выиграть чемпионат и завоевать Кубок Нидерландов, а спустя год стал двукратным чемпионом страны. 7 сентября 2022 года в матче Лиги чемпионов против шотландского «Рейнджерс» он забил гол.
10 августа 2023 года «Вест Хэм Юнайтед» объявил, что подписал с Альваресом пятилетний контракт. 20 августа он дебютировал в составе новой команды, заменив Джеймса Уорд-Проуза на 81-й минуте игры с «Челси».

## Международная карьера
9 февраля 2017 года в товарищеском матче против сборной Исландии Альварес дебютировал за сборную Мексики, заменив во втором тайме Хесуса Молину.
В 2017 году Альварес в составе молодёжной сборной Мексики принял участие в молодёжном чемпионате Северной Америки в Коста-Рике. На турнире он сыграл в матчах против команд Антигуа и Барбуды, Канады, США, Сальвадора и Гондураса.
В том же году Альварес принял участие в молодёжном чемпионате мира в Южной Корее. На турнире он сыграл в матчах против команд Вануату, Германии, Венесуэлы, Сенегала и Англии. В поединке против вануатийцев Эдсон забил гол.
В 2017 году Альварес стал бронзовым призёром Золотого кубка КОНКАКАФ. На турнире он сыграл в матчах против Сальвадора, Кюрасао, Гондураса и дважды Ямайки.
В 2018 году Альварес принял участие в чемпионате мира проходившем в России. На турнире он сыграл в матчах против команд Германии, Южной Кореи, Швеции и Бразилии.
В 2019 году Альварес выиграл Золотой кубок КОНКАКАФ. На турнире о сыграл в матчах против команд Канады, Мартиники, Коста-Рики, Гаити и США.
В 2021 году Альварес в третий раз принял участие в Золотом кубке КОНКАКАФ. На турнире он сыграл в матчах против сборных Тринидада и Тобаго, Гватемалы, Сальвадора, Гондураса, Канады и США.
В 2022 году Альварес во второй раз принял участие в чемпионате мира в Катаре. На турнире он сыграл в матчах против команд Польши и Саудовской Аравии.
В 2023 году Альвраес выиграл Золотой кубок КОНКАКАФ. На турнире он сыграл в матчах против команд Гондураса, Гаити, Катара, Коста-Рики, Ямайки и Панамы.

### Голы за сборную Мексики
| #   | Дата           | Место                                            | Противник | Результат | Счёт       | Соревнование                     |
| --- | -------------- | ------------------------------------------------ | --------- | --------- | ---------- | -------------------------------- |
| 01. | 16 июля 2017   | Аламодоум, Сан-Антонио, США                      | Кюрасао   | 0:2       | 0:2        | Золотой кубок КОНКАКАФ 2017      |
| 02. | 15 ноября 2019 | Роммель Фернандес, Панама, Панама                | Панама    | 0:2       | 0:3        | Лига наций КОНКАКАФ 2019/2020    |
| 03. | 27 марта 2022  | Олимпико Метрополитано, Сан-Педро-Сула, Гондурас | Гондурас  | 0:2       | 0:2        | Чемпионат мира 2022 квалификация |
| 04. | 22 ноября 2023 | Ацтека, Мехико, Мексика                          | Гондурас  | 2:0       | 6:2 (пен.) | Лига наций КОНКАКАФ              |

## Достижения
Командные
«Америка»
- Чемпионат Мексики по футболу — Апертура 2019
- Обладатель Кубка Мексики — Клаусура 2019

«Аякс»
- Чемпион Нидерландов (2): 2020/21, 2021/22
- Обладатель Кубка Нидерландов: 2020/21

Международные
Мексика
- Победитель Золотого кубка КОНКАКАФ (3): 2019, 2023, 2025

## Статистика выступлений
| Клуб             | Сезон            | Лига | Лига | Кубок | Кубок | Международные кубки | Международные кубки | Прочие | Прочие | Итого | Итого |
| Клуб             | Сезон            | Игры | Голы | Игры  | Голы  | Игры                | Голы                | Игры   | Голы   | Игры  | Голы  |
| ---------------- | ---------------- | ---- | ---- | ----- | ----- | ------------------- | ------------------- | ------ | ------ | ----- | ----- |
| Америка          | 2016/17          | 21   | 2    | 6     | 0     | —                   | —                   | 1      | 0      | 28    | 2     |
| Америка          | 2017/18          | 31   | 0    | 4     | 0     | 4                   | 0                   | —      | —      | 39    | 0     |
| Америка          | 2018/19          | 34   | 3    | 12    | 0     | —                   | —                   | —      | —      | 46    | 3     |
| Америка          | Итого            | 86   | 5    | 22    | 0     | 4                   | 0                   | 1      | 0      | 113   | 5     |
| Аякс             | 2019/20          | 12   | 0    | 3     | 0     | 8                   | 2                   | 0      | 0      | 23    | 2     |
| Аякс             | 2020/21          | 24   | 2    | 5     | 0     | 10                  | 0                   | —      | —      | 39    | 2     |
| Аякс             | 2021/22          | 31   | 5    | 3     | 0     | 7                   | 0                   | 0      | 0      | 41    | 5     |
| Аякс             | 2022/23          | 31   | 3    | 4     | 0     | 8                   | 1                   | 1      | 0      | 44    | 4     |
| Аякс             | Итого            | 98   | 10   | 15    | 0     | 33                  | 3                   | 1      | 0      | 147   | 13    |
| Вест Хэм Юнайтед | 2023/24          | 31   | 1    | 4     | 0     | 7                   | 1                   | —      | —      | 42    | 2     |
| Вест Хэм Юнайтед | 2024/25          | 28   | 0    | 3     | 0     | —                   | —                   | —      | —      | 31    | 0     |
| Вест Хэм Юнайтед | Итого            | 59   | 1    | 7     | 0     | 7                   | 1                   | —      | —      | 73    | 2     |
| Всего за карьеру | Всего за карьеру | 243  | 16   | 44    | 1     | 44                  | 4                   | 2      | 0      | 333   | 20    |